# Ford Tempo

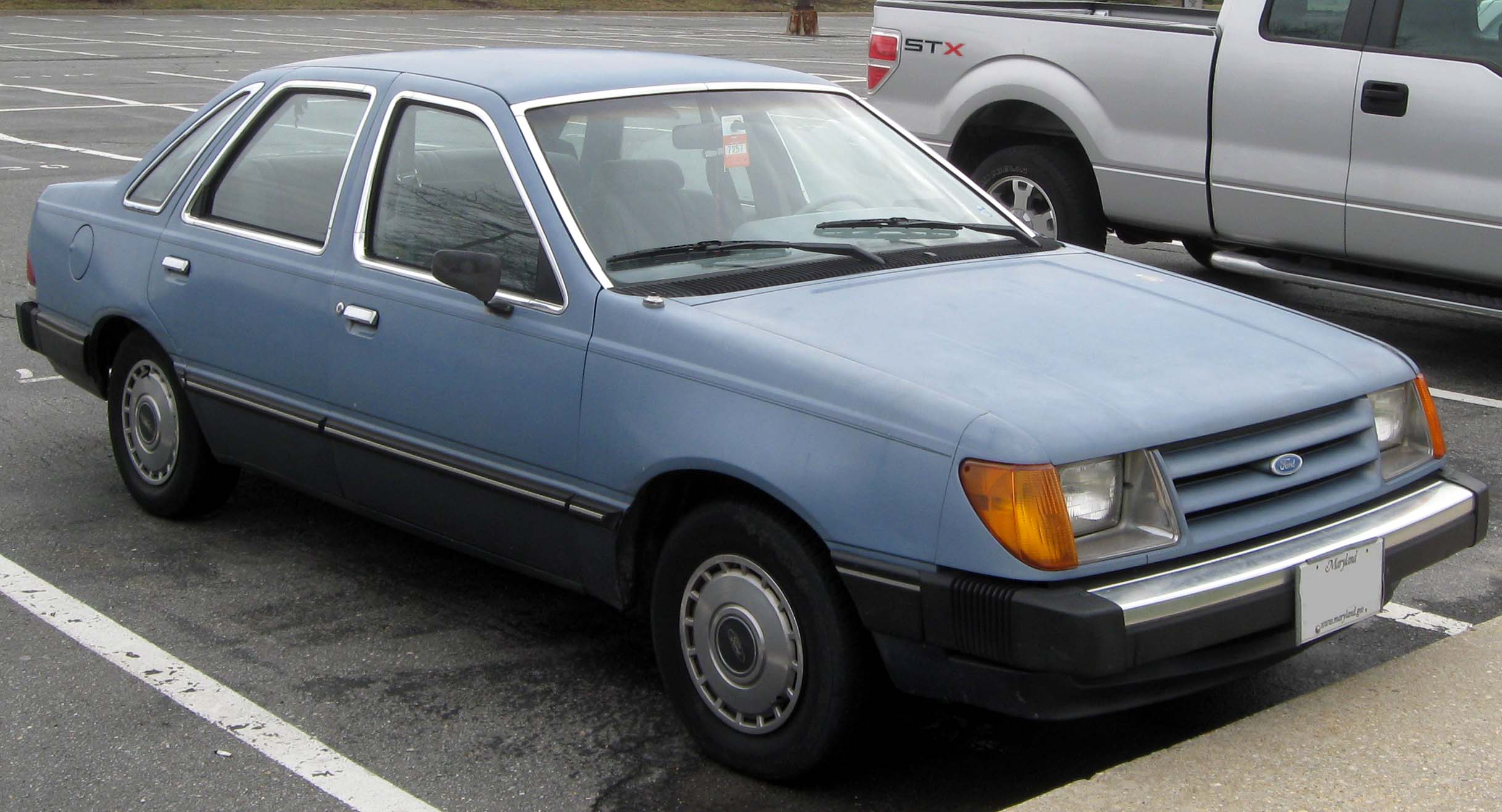
Ford Tempo І (1984-1987)

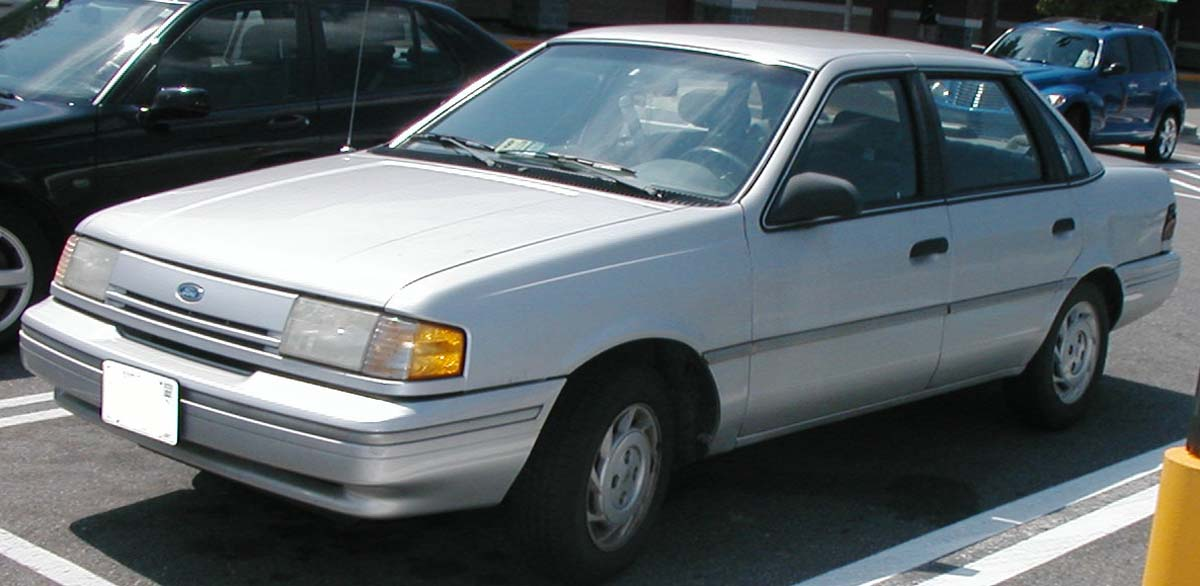
Ford Tempo ІІ (1988-1994)

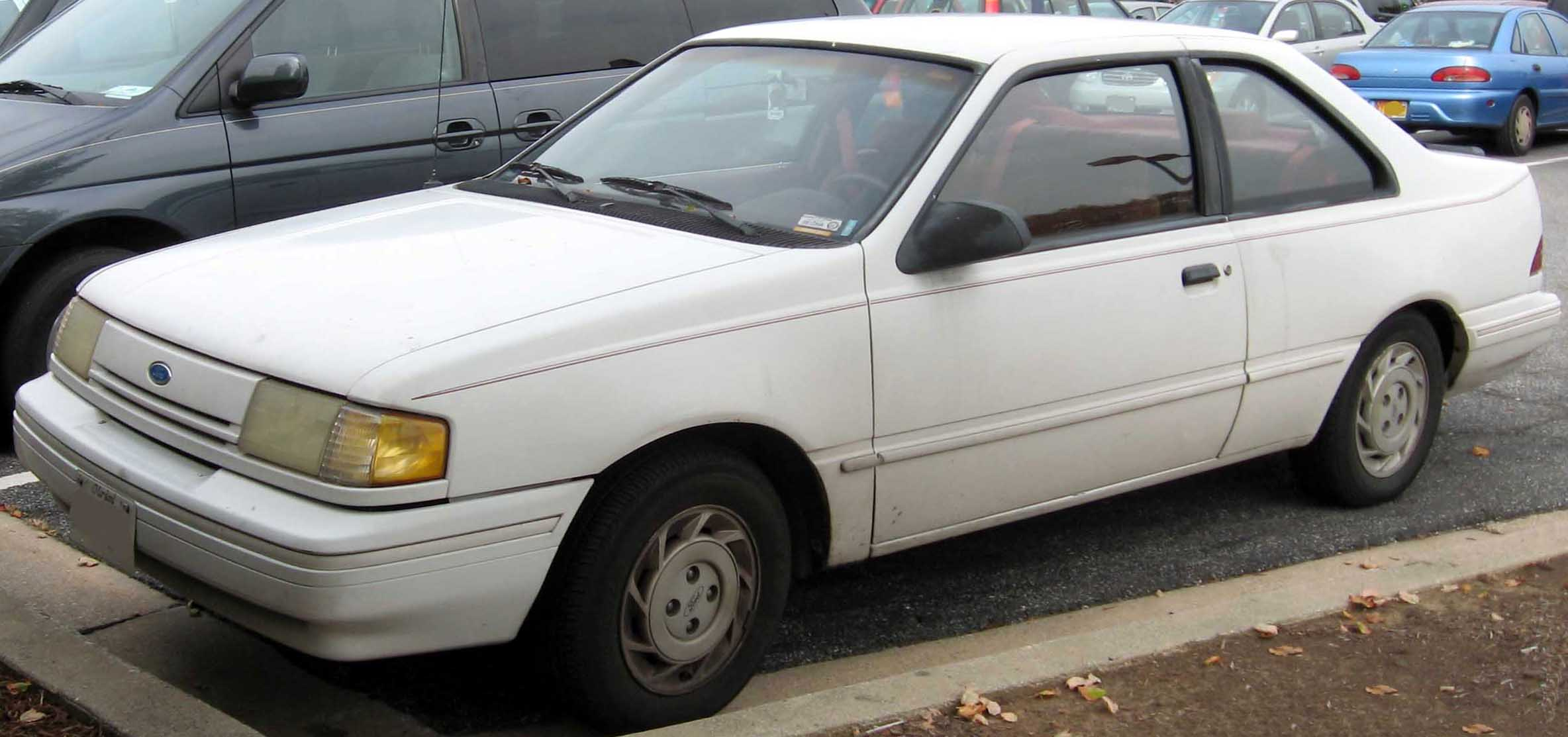
Ford Tempo Coupe

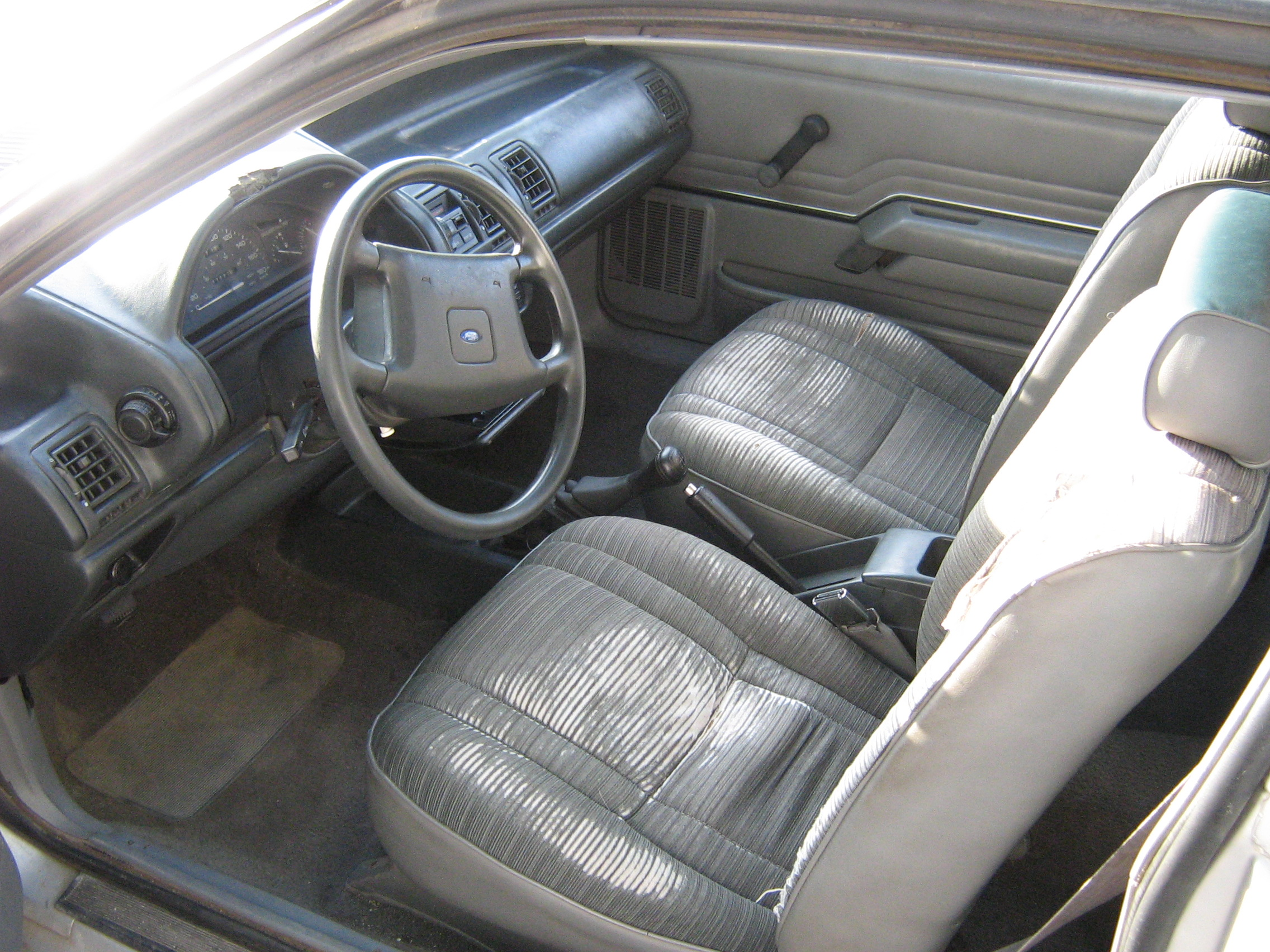

Ford Tempo — компактний автомобіль, що випускався компанією Ford з 1984 по 1994 рік для американського ринку і який замінив Ford Fairmont. Спочатку випускався в кузовах «чотиридверний нотчбек» (седан) і «купе з двома дверима». Всього було випущено трохи менше мільйона екземплярів Ford Tempo. З 1995 року йому на зміну прийшов Ford Contour.
У 1988 році був оновлений екстер'єр чотиридверного Tempo (його хотіли наблизити по дизайну до Ford Taurus, вельми популярного автомобіля в той час). У купе фактично змінили тільки передню панель. У 1990 році стали випускатися дво- і чотиридверні седани в комплектаціях: GL і GLS, для чотиридверних седанів була і LX. У 1993 році з лінійки викреслили спортивний GLS.

## Комплектації
Ford Tempo мав підвіску від Ford Escort з легкими доробками, використовував двигун 2,3 л (84 к.с.), це був укорочений до 4 циліндрів рядний L6 двигун, що раніше в 1960-х роках ставився на Falcon. До 1986 року був доступний також дизельний мотор 2,0 л як на Ford Escort. З 1986 року, з боку водія пропонувалася подушка безпеки як додаткова опція.
Ford Tempo Sport оснащувався потужним двигуном (3.0 л V6 з 1993 року) і посиленою підвіскою. У 1987 році додалася система повного приводу, який включався «на ходу». Ця опція була доступна виключно для 4-х дверних седанів. У 1994 році обладнані подушками безпеки автомобілі отримали нові триточкові ремені для водія, але для переднього пасажира використовувалися звичайні ремені безпеки. В інших версіях, ставилися стандартні ремені.

## Двигуни
- 2.3 л HSC I4
- 2.3 л HSO I4
- 3.0 л Vulcan V6
- 2.0 л Mazda RF I4 (diesel)